# Calicovatellus petrodytes
Calicovatellus petrodytes là một loài bọ cánh cứng trong họ Bọ nước. Loài này được K.B.Miller & Lubkin miêu tả khoa học năm 2001.